# Neobatrachus sutor
Neobatrachus sutor es una especie  de anfibios de la familia Limnodynastidae.

## Distribución geográfica
Se encuentra en  Australia.